# Robert Mackenzie
Pour les articles homonymes, voir Mackenzie.
Robert Ramsay Mackenzie (21 juillet 1811 – 19 septembre 1873), 10e baronnet, est le troisième premier ministre du Queensland, en Australie, qui a exercé son mandat d'août 1867 à novembre 1868.

## Biographie
Mackenzie est né à Coul, dans le comté de Ross, en Écosse. Il était le quatrième fils de Sir George Mackenzie Steuart (7e baronnet) et de sa femme Marie, cinquième fille de Donald MacLeod de Geanies. 
En avril 1832 Mackenzie arriva sur le Wave à Sydney, en Nouvelle-Galles du Sud, avec 750 £ pour rejoindre son frère James. Il acheta pour 500 £ de moutons qu'il éleva à Riddlesdale (près de Dungog, en Nouvelle-Galles du Sud). Après avoir spéculé avec son frère James, il acheta une ferme, s'endetta et emprunta de l'argent à des parents écossais. Sa situation financière empira et il fut déclaré en faillite en 1844. En 1846, il en fut affranchi et nommé magistrat en 1847, il habita Clifton, en Nouvelle-Angleterre. 
Le Queensland, fut déclaré colonie séparée de la Nouvelle-Galles du Sud en 1859, et Mackenzie entreprit une carrière politique et devint ministre des Finances colonial, le 18 décembre 1859 dans le gouvernement de Robert Herbert. Mackenzie représenta la circonscription de Burnettdans à l'Assemblée législative du Queensland entre 1860 et 1869. Mackenzie devint premier ministre après la démission d'Arthur Macalister, en prenant les fonctions de premier ministre et de ministre des Finances colonial. Il démissionna le 25 novembre 1868. 
Robert Mackenzie reprit, à la mort de son frère William le 21 décembre 1868, la gestion de la propriété familiale  et retourna vivre en Écosse en 1871. Il mourut le 19 septembre 1893.